# Філософія фізики
Філософія фізики — розділ філософії, який вивчає поняття, межі та методологію фізики як частини науки. У рамках свого завдання філософія фізики аналізує, наприклад, проблему неспівпадання онтологічної і фізичної проєкцій: наприклад, розуміння фізикою часу як течії найстабільнішого процесу, а й онтологічне розуміння часу як течії часу взагалі або зміни фаз: минуле, сьогодення, майбутнє. До філософії фізики відноситься також проблема причинності, що виявляється тільки у фізичному світі, а в зв'язку з останньою — і проблема кореляції. Найзначимими дослідженнями в області філософії фізики останнього часу слід назвати роботу А. Грюнбаума «Філософські проблеми простору і часу» і Д. В. Джохадзе «Діалектика Арістотеля», а також численні дослідження Б. Сміта, включаючи спільні з Ж. Петіто «Фізичний і феноменологічний світ», «Нові основи якісної фізики» тощо. У той же час проблемою філософії фізики є практична відсутність в даному розділі філософії загальноприйнятого апарату категорій.